# Космос 167
Космос 96 (1В (В-67) № 311) е съветски опит за изстрелване на сонда към Венера, която да кацне на повърхността на планетата. Планиран е полет на две еднакви по конструкция междупланетни станции към Венера. Стартът на втората е 5 денонощия след първата (Венера 4). Заради проблем с последната степен на ракетата-носител сондата остава на ниска околоземна орбита като изкуствен спътник.

## Полет
Стартът е успешно осъществен на 17 юни 1967 г. от космодрума Байконур в Казахска ССР с ракета-носител „Молния“. Първите три степени работят нормално и апаратът е изведен до разчетната орбита.
Заради проблем с охлаждаща турбопомпа, двигателят на четвъртата степен (ускорителния блок „Л“) не успява да заработи. Така апаратът остава в околоземна орбита с перигей 187 км и апогей 262 км. След малко повече от една седмица (25 юни) сондата изгаря в плътните слоеве на земната атмосфера.